# Étoile de Bessèges 2001
L'Étoile de Bessèges 2001, trentunesima edizione della corsa, si svolse dal 7 all'11 febbraio su un percorso di 718 km ripartiti in 5 tappe. Fu vinta dal belga Niko Eeckhout della Lotto-Adecco davanti al francese Damien Nazon e al ceco Ján Svorada.

## Tappe
| Tappa  | Data        | Percorso                       | km  | Vincitore di tappa | Leader cl. generale |
| ------ | ----------- | ------------------------------ | --- | ------------------ | ------------------- |
| 1ª     | 7 febbraio  | La Ciotat > Aubagne            | 141 | Niko Eeckhout      | Niko Eeckhout       |
| 2ª     | 8 febbraio  | Septémes les Vallons > Miramas | 150 | Steffen Radochla   | Niko Eeckhout       |
| 3ª     | 9 febbraio  | Nîmes > Alès                   | 142 | Damien Nazon       | Niko Eeckhout       |
| 4ª     | 10 febbraio | Les Fumades > Les Fumades      | 144 | Damien Nazon       | Niko Eeckhout       |
| 5ª     | 11 febbraio | Bessèges > Bessèges            | 141 | Florent Brard      | Niko Eeckhout       |
| Totale | Totale      | Totale                         | 718 |                    |                     |

## Dettagli delle tappe

### 1ª tappa
- 7 febbraio: La Ciotat > Aubagne – 141 km

| Pos. | Corridore     | Squadra      | Tempo    |
| ---- | ------------- | ------------ | -------- |
| 1    | Niko Eeckhout | Lotto-Adecco | 3h28'37" |
| 2    | Chris Peers   | Cofidis      | a 1"     |
| 3    | Jakob Piil    | CSC          | s.t.     |

| Pos. | Corridore     | Squadra      | Tempo    |
| ---- | ------------- | ------------ | -------- |
| 1    | Niko Eeckhout | Lotto-Adecco | 3h28'37" |

### 2ª tappa
- 8 febbraio: Septémes les Vallons > Miramas – 150 km

| Pos. | Corridore        | Squadra      | Tempo    |
| ---- | ---------------- | ------------ | -------- |
| 1    | Steffen Radochla | Festina      | 3h26'50" |
| 2    | Jaan Kirsipuu    | AG2R         | s.t.     |
| 3    | Niko Eeckhout    | Lotto-Adecco | s.t.     |

| Pos. | Corridore     | Squadra      | Tempo    |
| ---- | ------------- | ------------ | -------- |
| 1    | Niko Eeckhout | Lotto-Adecco | 6h55'23" |

### 3ª tappa
- 9 febbraio: Nîmes > Alès – 142 km

| Pos. | Corridore     | Squadra       | Tempo    |
| ---- | ------------- | ------------- | -------- |
| 1    | Damien Nazon  | Bonjour       | 3h19'15" |
| 2    | Ján Svorada   | Lampre-Daikin | s.t.     |
| 3    | Niko Eeckhout | Lotto-Adecco  | s.t.     |

| Pos. | Corridore     | Squadra      | Tempo     |
| ---- | ------------- | ------------ | --------- |
| 1    | Niko Eeckhout | Lotto-Adecco | 10h14'34" |

### 4ª tappa
- 10 febbraio: Les Fumades > Les Fumades – 144 km

| Pos. | Corridore        | Squadra | Tempo    |
| ---- | ---------------- | ------- | -------- |
| 1    | Damien Nazon     | Bonjour | 3h17'10" |
| 2    | Jo Planckaert    | Cofidis | s.t.     |
| 3    | Steffen Radochla | Festina | s.t.     |

| Pos. | Corridore     | Squadra      | Tempo     |
| ---- | ------------- | ------------ | --------- |
| 1    | Niko Eeckhout | Lotto-Adecco | 13h31'44" |

### 5ª tappa
- 11 febbraio: Bessèges > Bessèges – 141 km

| Pos. | Corridore     | Squadra       | Tempo    |
| ---- | ------------- | ------------- | -------- |
| 1    | Florent Brard | Festina       | 3h17'04" |
| 2    | Jimmy Casper  | FDJ           | s.t.     |
| 3    | Ján Svorada   | Lampre-Daikin | s.t.     |

| Pos. | Corridore     | Squadra       | Tempo     |
| ---- | ------------- | ------------- | --------- |
| 1    | Niko Eeckhout | Lotto-Adecco  | 16h48'48" |
| 2    | Damien Nazon  | Bonjour       | a 21"     |
| 3    | Ján Svorada   | Lampre-Daikin | a 34"     |

## Classifiche finali

### Classifica generale
| Pos. | Corridore         | Squadra          | Tempo     |
| ---- | ----------------- | ---------------- | --------- |
| 1    | Niko Eeckhout     | Lotto-Adecco     | 16h48'48" |
| 2    | Damien Nazon      | Bonjour          | a 21"     |
| 3    | Ján Svorada       | Lampre-Daikin    | a 34"     |
| 4    | Raphael Jeune     | CSC-World Online | a 39"     |
| 5    | Benoît Poilvet    | Crédit Agricole  | a 41"     |
| 6    | Jimmy Casper      | FDJ              | a 42"     |
| 7    | Koen Beeckman     | CSC-World Online | a 44"     |
| 8    | Laurent Brochard  | Jean Delatour    | s.t.      |
| 9    | Ludovic Auger     | Big Mat-Auber 93 | s.t.      |
| 10   | Christophe Moreau | Festina          | s.t.      |